# Daniel F. Davis
Daniel Franklin Davis, född 12 september 1843 i Freedom, Maine, död 9 januari 1897 i Bangor, Maine, var en amerikansk republikansk politiker. Han var Maines guvernör 1880–1881.
Davis deltog i amerikanska inbördeskriget i nordstaternas armé och studerade juridik. År 1869 inledde han sin karriär som advokat i Maine.
Davis efterträdde 1880 Alonzo Garcelon som guvernör och efterträddes 1881 av Harris M. Plaisted.